# Nationaal park Balaton-hoogland
Nationaal park Balaton-hoogland (Hongaars: Balaton-felvidéki Nemzeti Park) is een nationaal park in Hongarije aan de noordwest-zijde van het Balaton. Het park werd opgericht in 1997 en is 56 997 hectare groot. Het landschap bestaat onder andere uit basalthellingen van uitgedoofde vulkanen. Het bestaat uit zes beschermde gebieden: Kis-Balaton, de Keszthely-heuvels, het Tapolca-bekken, het Káli-bekken, het Pécsely-bekken en het Tihany-schiereiland. Kis-Balaton (Klein Balatonmeer) is een drasland met rietvelden waarin 250 vogelsoorten voorkomen. Kis-Balaton wordt beschermd door de Conventie van Ramsar. De beboste Keszthely-heuvels bestaan uit dolomiet en bevatten veel grotten. Het Tapolca-bekken, het Káli-bekken en het Pécsely-bekken worden gevormd door basalthellingen van uitgedoofde vulkanen met bossen, karstverschijnselen en rotsformaties zoals de Stenen Poort van Badacsony en de basaltorgels van de Szentgyörgy-heuvel. Op het Tihany-schiereiland liggen bossen, meertjes en oude geisermonden.